# The Amazing Spider-Man (2012)
The Amazing Spider-Man ist eine US-amerikanische Comicverfilmung des Regisseurs Marc Webb, die am 28. Juni 2012 Premiere feierte. In Deutschland kam der Film am 28. Juni, in den Vereinigten Staaten am 3. Juli 2012 in die Kinos.
The Amazing Spider-Man ist der erste Teil einer Neuauflage des Spider-Man-Franchises im Kino nach der Filmtrilogie von Sam Raimi, die 2007 mit Spider-Man 3 endete. Er erzählt erneut die Geschichte, wie Peter Parker zu Spider-Man wird, enthält aber neue Figuren und Handlungselemente.
The Amazing Spider-Man erschien, wie bereits Spider-Man 2 und Spider-Man 3 auch im IMAX-Format. Zudem ist der Film in 3D zu sehen. Am 17. April 2014 kam die Fortsetzung The Amazing Spider-Man 2: Rise of Electro in die Kinos.

## Handlung
Der junge Peter Parker entdeckt beim Spielen, dass das Arbeitszimmer seines Vaters, eines Genforschers, bei einem Einbruch durchwühlt worden ist. Seine bestürzten Eltern überlassen ihn daraufhin der Obhut seines Onkels Ben und seiner Tante May. Kurz darauf kommen sie bei einem Flugzeugabsturz ums Leben.
Jahre später: Teenager Peter wohnt immer noch bei Onkel Ben und Tante May. An der Highschool wird der begabte Hobbyfotograf von Mitschüler Flash Thompson schikaniert und fühlt sich zu der hübschen Gwen Stacy hingezogen, die seine Zuneigung zu erwidern scheint.
Nach einem Schultag entdeckt Peter im Keller seines Onkels eine Aktentasche, die einst seinem Vater gehörte und Hinweise auf dessen Forschungen liefert. Seine Recherche führt ihn zu Dr. Curt Connors, dem früheren Partner seines Vaters. Der einarmige Wissenschaftler in Diensten von Oscorp Industries forscht schon lange im Bereich der artübergreifenden Genetik und versucht einen Weg zu finden, wie Menschen abgetrennte Gliedmaßen vollständig regenerieren können, ähnlich wie Echsen. Als vermeintlicher Praktikant verschafft Peter sich Zugang zu den Laboren von Oscorp. Dort wird er von einer genetisch modifizierten Spinne gebissen, was dazu führt, dass er Superkräfte erhält: übermenschliche Kraft, Beweglichkeit und Reflexe, sowie haftende Hände und Füße und einen übernatürlichen Instinkt.
Um mehr herauszufinden, sucht er das Gespräch mit Dr. Connors. Dieser weiht ihn in seine weiteren Vorhaben ein und bedauert, dass ihm zur Vervollständigung seiner Forschungen eine wichtige Gleichung fehlt. Peter kann die Formel aus dem Kopf niederschreiben, die er zuvor in den Unterlagen seines Vaters gelesen hatte. Connors bietet an, dass Peter ihm bei seinen Forschungen assistieren darf.
Nach einem Streit mit seinem Onkel läuft Peter weg. Auf der Suche nach ihm wird Ben von einem Räuber erschossen, den Peter kurz zuvor bei einem Überfall beobachtet, aber nicht aufgehalten hatte. Von Schuldgefühlen getrieben, erschafft Peter daraufhin das Alter Ego Spider-Man, um den Mörder zu suchen. Er konstruiert eine Vorrichtung zum Abschießen von extrem reißfesten Spinnenfäden und schneidert sich einen Anzug samt Maske. So streift er nachts durch die Stadt und liefert immer wieder dem Mörder ähnlich sehende Verbrecher der Polizei aus. Deren Leiter, Captain George Stacy, ist Gwens Vater. Er stuft Spider-Mans Aktionen als illegale Selbstjustiz ein und will ihn entlarven und verhaften. Inzwischen macht Connors neue, vielversprechende Tests mit Peters ergänzender Formel und injiziert sich Echsen-DNA, um seinen fehlenden rechten Unterarm zu regenerieren. Der Selbstversuch endet allerdings damit, dass er zu einer übermannsgroßen Echse mutiert, die plant, New Yorks Bewohner ebenfalls in die neu erschaffene Spezies zu verwandeln.
Peter ist mittlerweile mit Gwen zusammen und hat ihr seine Identität als Spider-Man offenbart. Er sieht sich dafür verantwortlich, die Echse zu stoppen, da er durch das Aufstellen der Gleichung zu seiner Erschaffung beigetragen hat. Er beauftragt Gwen, bei Oscorp ein Gegenmittel herzustellen, und verfolgt die Echse durch die Kanalisation. Hier erfährt er von dessen Plan, sein Serum als Gas vom Oscorp Tower zu verbreiten, wo sich auch Gwen gerade befindet. Auf dem Weg dorthin wird Spider-Man von George Stacy gestellt. Peter muss seine Identität lüften, damit er Stacy von der Gefahr, in der Gwen schwebt, überzeugen kann, und dieser lässt ihn ziehen. Jedoch schießt ein Polizist auf Spider-Man, und die Verletzung erschwert es ihm, zum Oscorp Tower zu gelangen.
Die Echse hat zwischenzeitlich einige Menschen durch Proben seines Echsen-DNA-Gases verwandelt und installiert nun auf der Spitze des Oscorp Towers eine Anlage, um das Serum flächendeckend über die Stadt zu verbreiten und so alle Bewohner in Echsen zu verwandeln. Hier wird er von Spider-Man gestellt und es kommt zum Kampf. Captain Stacy, der inzwischen das Gegenmittel von Gwen erhalten hat, greift ein und kann die Echse hinhalten, damit Spider-Man das Gift gegen das Gegenmittel austauschen kann. Die Echse verletzt Stacy schwer, kann jedoch nicht verhindern, dass das Gegenmittel verbreitet wird, worauf sich alle betroffenen Menschen zurückverwandeln, so auch die Echse in Dr. Connors, der dann Peter vor dem Sturz in die Tiefe rettet, da er auch mit der Heilung gleichzeitig seinen Verstand wieder erhält. Peter findet den Captain schwer verletzt, doch kommt jede Hilfe zu spät. Bevor Stacy stirbt, entschuldigt er sich bei Peter und sagt ihm, dass diese Stadt ihn brauche. Da er aber immer Feinde haben und so die Menschen in seinem Umfeld in Gefahr bringen werde, muss er Stacy versprechen, Gwen aus allem herauszuhalten.
Daraufhin bleibt Peter der Beerdigung von Gwens Vater fern. Als Gwen ihn darauf anspricht, beendet er ihre Beziehung. Gwen jedoch erkennt, dass Peter an sein Versprechen gebunden ist und dies zu ihrem Schutz geschieht. Am folgenden Schultag macht Peter jedoch eine Andeutung, dass er sich möglicherweise nicht an sein Versprechen halten wird.
Nach dem Abspann sieht man Dr. Curt Connors in einer Gefängniszelle sitzen. In einem kurzen Gespräch mit einer Person, die sich kaum erkennbar im Schatten aufhält und möglicherweise nur in der Einbildung Connors existiert, wird angedeutet, dass Peter nicht die ganze Wahrheit über den Tod seiner Eltern erfahren hat.

## Produktion

### Spider-Man 4
Noch 2009 war geplant, dass Spider-Man 4 am 5. Mai 2011 in Deutschland erscheinen und eine Fortsetzung der bisherigen Spider-Man-Trilogie darstellen sollte. Sam Raimi und Tobey Maguire waren als Regisseur und Hauptdarsteller bereits bestätigt, genauso wie auch Kirsten Dunst, die zum letzten Mal als Mary Jane Watson hätte auftreten sollen. Statt von Dylan Baker als die Echse sollte die Rolle des Antagonisten nunmehr von John Malkovich als Vulture ausgefüllt werden. Anne Hathaway erhielt den Zuschlag für eine weitere Hauptfigur.
Im Juli 2009 tauchten die ersten Probleme auf: Nachdem David Lindsay-Abaire mit dem Drehbuch zu Spider-Man 4 zu schreiben begann, und es nach der Fertigstellung Sony vorlegte, gefiel das Drehbuch den Produzenten nicht, sodass James Vanderbilt Verbesserungen vornehmen sollte. Nachdem man sich jedoch auch mit seiner Version zu Spider-Man 4 nicht zufriedengab, sollte Gary Ross als Letzter am Drehbuch Verbesserungen vornehmen.
Bevor die Dreharbeiten zum Film, die für März 2010 angesetzt waren, begannen, kümmerte man sich bereits um die Drehbücher zu Spider Man 5 und 6, deren Autor James Vanderbilt sein sollte. Zudem war geplant, dass Venom, einer der größten Feinde Spider-Mans, einen Ablegerfilm erhält. Rhett Reese und Paul Wernick sollten zum Ableger bereits ein Drehbuch verfasst haben. Gary Ross sollte zum Venomfilm die Regie übernehmen.
Anfang Januar 2010 geriet Sam Raimi mit Sony in einen Konflikt über das Drehbuch, da diese sich gegen Malkovich als Schurken Vulture und ebenso gegen eine Verpflichtung Anne Hathaways, die für die Studios zu teuer war, aussprachen. Zudem forderte Raimi, der von den visuellen Effekten von Avatar – Aufbruch nach Pandora begeistert war, dieselben Effekte für Spider-Man 4. Die Produktionsarbeiten wurden dabei bis auf weiteres gestoppt und somit der Starttermin auf unbefristete Zeit verschoben. Wenige Tage später bestätigte John Malkovich, dass er Spider-Mans Gegenspieler Vulture spiele. Einen Tag darauf, am 12. Januar 2010, gab jedoch Sony bekannt, das Team um den vierten Spider-Man-Film aufzulösen und die Reihe neuzustarten. Kurze Zeit zuvor gab sich Maguire gegenüber Spider-Man 4 optimistisch aus. Zudem meinte Sony, ohnehin schon für 2012 eine Neuverfilmung geplant zu haben. Raimi allerdings sollte noch Spider-Man 4 als Abschluss der erfolgreichen Reihe machen dürfen.
Ein Insider Sonys fasst die geplante Handlung Raimis wie folgt zusammen:

“Peter Parker gets over M[ary ]J[ane Watson], finds a new girl [and] falls in love. But: Peter also discovers her father is actually the Vulture, a naughty green guy with wings […]. Peter is torn between the love of his new lady and taking down the Vulture. […] (H)e decides to take down the Vulture, and kills him. This patricide goes down poorly with Peter’s new fiancée, and she rejects him. Despondent, Peter decides to abandon his superpowers, and Movie No. 4 ends with Peter Parker throwing away his Spider-Man mask […].”

„Peter Parker kommt über M[ary ]J[ane Watson] hinweg, findet ein neues Mädchen [und] verliebt sich. Aber: Außerdem findet Peter heraus, dass ihr Vater der Bösewicht Vulture, ein bösartiger, grüner Mann mit Flügeln […], ist. Peter ist hin- und hergerissen zwischen seiner neuen Frau und der Jagd auf den Bösewicht. […] [E]r schnappt sich den Vulture und tötet ihn. Als seine neue Freundin, mit der er sich bereits verlobt hat, davon erfährt, verstößt sie ihn. Am Boden zerstört, beschließt Peter Parker sich von seinen Superkräften abzuwenden und Spider-Man Nummer Vier endet, indem Peter seine Spider-Man-Maske wegwirft […].“

### The Amazing Spider-Man

#### Entstehung
Nach der Ankündigung von Spider-Man 4 kamen noch am selben Tag Marc Webb – der Favorit der Studios –, Gary Ross und Michael Bay als Regisseurkandidaten ins Gespräch. In einer Pressemitteilung gab Sony bekannt, im Film werde Spider-Man wieder zur High-School gehen. Zudem teilte Sony mit, der Reboot sollte düsterer werden als die Originalreihe.
Eine Woche nach dem Chaos um Spider-Man 4 und der Neubelebung mit The Amazing Spider-Man, dessen Titel erst im Februar 2011 mit dem Startdatum, dem 3. Juli 2012, bekanntgegeben wurde, wurde Marc Webb als Regisseur zum Spider-Man-Reboot offiziell ernannt. Er unterschrieb für einen Film und mit Option auf zwei weitere Fortsetzungen.
Dass die Filmreihe mehrteilig werden soll, wurde im März 2011 bestätigt, als James Vanderbilt von Columbia den Auftrag bekam, das Drehbuch zum zweiten Teil zu schreiben. Im August 2011 wurde jener Starttermin für 2. Mai 2014 angesetzt. Regie führt erneut Marc Webb, für die endgültige Drehbuchfassung der Fortsetzung zeichnen Alex Kurtzman, Roberto Orci und Jeff Pinkner verantwortlich.

#### Besetzung

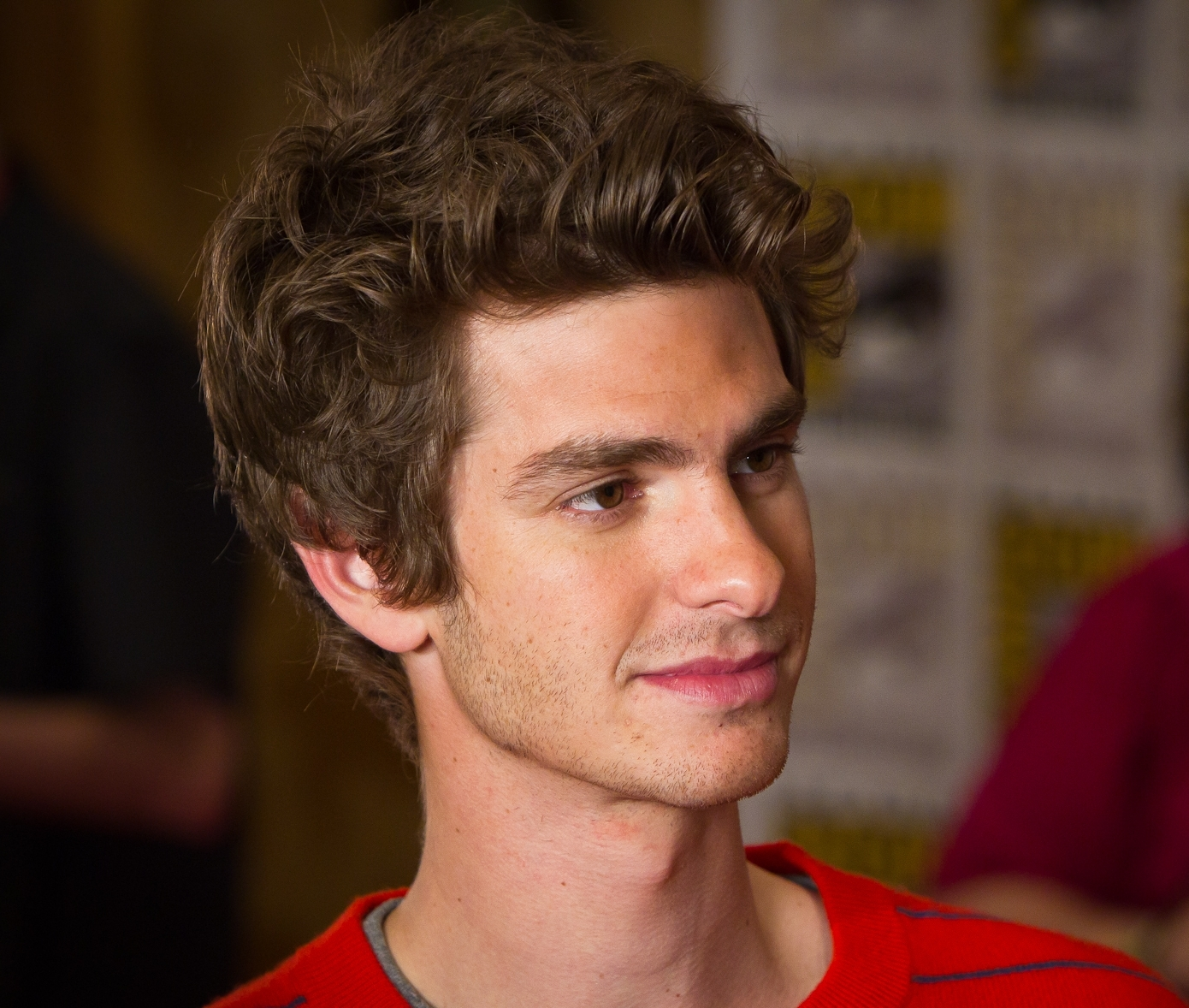
Andrew Garfield

Die Rolle des Peter Parker alias Spider-Man ging nach zahlreichen Spekulationen Mitte 2010 an Andrew Garfield. Seine High-School-Liebe, Gwen Stacy, wird von Emma Stone dargestellt. Stone beschrieb Stacy als Vatertöchterchen. Um Stacy spielen zu können, färbte Stone ihre Haare von rot zu blond um.
Als Schurke fungiert Rhys Ifans als die Echse alias Dr. Curt Connors. Er meinte, er verkörpere nicht einen bösen Charakter, sondern mehr einen Charakter mit vielen Lastern, wie es zum Beispiel auch bei Der seltsame Fall des Dr. Jekyll und Mr. Hyde der Fall sei. Im September 2011 bestätigte Ifans, dass er die meiste Zeit im Film als Mensch zu sehen sei. Während er als Echse verfilmt wurde, trug Ifans einen CGI-Anzug.
Des Weiteren ist Martin Sheen, der später offen zugab, über Spider-Man fast keine Ahnung zu haben, in der Rolle von Peter Parkers Onkel, Ben Parker, zu sehen, während Sally Field seine Tante May Parker darstellt.
Außerdem ist Denis Leary als Captain George Stacy zu sehen. Er ist Gwens Vater und arbeitet bei der Polizei von New York. Auch er gab zu, kein Spider-Man-Fan gewesen zu sein. Stattdessen meinte er sogar, er sei mehr der Fan der düsteren Batman-Comics. Während Chris Zylka, wie er Ende 2010 bekannt gab, den High-School Footballspieler und Mobber Eugene Flash Thompson spielt, stellt Irrfan Khan Dr. Ratha dar. Khan meinte, Ratha sei eine ausschlaggebende Person im Film und er hätte den Zuschlag für die Rolle erst nach seinem Auftreten in der Fernsehserie In Treatment – Der Therapeut erhalten.
In einer kurzen Szene ist Stan Lee mit einem Cameo-Auftritt wie in vielen anderen Marvel-Filmen auch zu sehen.

#### Dreharbeiten
Die Dreharbeiten begannen am 6. Dezember 2010 in Los Angeles. In Kalifornien waren die weiteren Drehorte Bellflower und die Sony Picture Studios in Culver City. Zudem wurde in New York gedreht. Als Kamera diente die RED Epic mit Panavision-Primo- und Zeiss-Ultra-Prime-Lenses-Objektiven. Zudem wurde der Streifen sofort in 3D gedreht und nicht erst später konvertiert. Die Dreharbeiten endeten im April 2011.

## Synchronisation
Der Film wurde bei der Interopa Film vertont. Klaus Bickert schrieb das Dialogbuch, Joachim Tennstedt führte die Dialogregie.
| Rolle                                   | Schauspieler       | Synchronsprecher   |
| --------------------------------------- | ------------------ | ------------------ |
| Peter Parker/Spider-Man                 | Andrew Garfield    | Nico Sablik        |
| Gwen Stacy                              | Emma Stone         | Anja Stadlober     |
| Dr. Curt Connors/Die Echse (The Lizard) | Rhys Ifans         | Tom Vogt           |
| George Stacy                            | Denis Leary        | Torsten Michaelis  |
| Ben Parker                              | Martin Sheen       | Christian Brückner |
| May Parker                              | Sally Field        | Cornelia Meinhardt |
| Flash Thompson                          | Chris Zylka        | Julian Tennstedt   |
| Ray                                     | C. Thomas Howell   |                    |
| Richard Parker                          | Campbell Scott     | Peter Reinhardt    |
| Mary Parker                             | Embeth Davidtz     | Denise Gorzelanny  |
| Missy Kallenback                        | Hannah Marks       |                    |
| Sally Avril                             | Kelsey Chow        |                    |
| Ariel                                   | Amber Stevens West |                    |
| Dr. Ratha                               | Irrfan Khan        | Tayfun Bademsoy    |
| David Lowell                            | Michael Massee     | Joachim Tennstedt  |
| Alfie                                   | Michael Papajohn   |                    |
| Lebensmittel-Verkäufer                  | Michael Barra      | Tobias Müller      |
| Polizistin                              | Megan Taylor       |                    |
| Howard Stacy                            | Skyler Gisondo     | Marcel Mann        |
| junger Peter Parker                     | Max Charles        | Pablo Ribet-Buse   |

## Vergleich zum Comic und zur Trilogie von Sam Raimi
Im Vergleich zu den Comics und der Raimi-Trilogie wurden in diesem Film einige Details abgeändert. Konnte Spider-Man bei Raimi von selbst ein Netz erzeugen, so benutzt er in diesem Film ebenso wie in den Comics spezielle Düsen, die ein Netz erzeugen und mit denen er deshalb sparsam umgehen muss. In den Comics hat Dr. Connors nie mit Peters Vater gearbeitet, und Peter erfährt dort erst viel später als in diesem Film, was mit seinen Eltern passiert ist. Wie in den Comics wird Onkel Ben von einem Einbrecher getötet, dieser überfiel dort jedoch keinen Laden, sondern das Fernsehstudio, in dem Peter auch als Spider-Man auftrat. Erst dieser Zwischenfall öffnete ihm die Augen, seine Kräfte hierfür zu verwenden. Captain Stacy trägt mit seinem Misstrauen gegenüber Spider-Man Charakterzüge von J. Jonah Jameson, der in diesem Film jedoch nicht auftritt. Im Gegensatz zu diesem Film war Stacy in der Comicversion davon überzeugt, dass Spider-Man auf der Seite der Gerechten steht.

## Erfolg
Die Produktionskosten lagen bei 230 Mio. US-Dollar, womit dieser Film nach Spider-Man 3 der teuerste der Serie ist. Trotz der höheren Ticketpreise für die 3D-Vorführungen liegen die US-Einnahmen hinter denen seiner Vorgänger. Nach fünf Wochen lagen sie bei 252,7 Mio. US-Dollar, während die drei „Raimi-Versionen“ in derselben Zeit über 300 bzw. sogar 350 Mio. US-Dollar einspielten. Weltweit spielte der vierte Filmauftritt des Spinnenmannes über 750 Mio. US-Dollar ein, was ebenfalls ein großer finanzieller Erfolg ist, auch wenn es weniger war als die Einnahmen der älteren Spider-Man-Filme.
In der Liste der weltweit erfolgreichsten Filme aller Zeiten belegt The Amazing Spider-Man derzeit Platz außerhalb der TOP 130
 (Stand: 31. Dezember 2024).

## Kritiken
„Andrew Garfield ist wunderbar in der Rolle des Peter Parker. […] Garfield [findet] ein ums andere Mal den richtigen Ausdruck. Und all die famosen Szenen, in denen Parker seine neu gewonnenen Spinnenkräfte zu schätzen und nutzen lernt, leben ebenso von Webbs virtuoser Inszenierung wie vom Spiel Garfields. Außerdem stimmt die Chemie zwischen Garfield und seiner Filmpartnerin Stone […] Gut besetzt auch einige der Nebenrollen; vor allem Martin Sheen sticht heraus als Peters treusorgender Onkel. Parkers Tante wird verkörpert von der ebenfalls überzeugenden Sally Field. […] ‚The Amazing Spider-Man‘ ist nicht nur ein Superhelden-Action-Movie mit spektakulären Schauwerten. Webb bringt uns den Menschen nahe, der im rot-blauen Spider-Kostüm steckt; und teils gelingt ihm das noch besser als zuvor Sam Raimi.“

„Der begnadetste Einfall der Macher war es, Peter diesmal zu gestatten, die Existenz von Spider-Man Menschen, die ihm nahestehen, zu offenbaren: Der smarten Gwen Stacy, gespielt von Emma Stone, deren Herz Peter gewinnt, könnte man ohnehin nichts vormachen. Das erhöht die Emotionalität – und natürlich auch die Spannung, weil es nicht nur um einen Jungen vs. mutierte Echse geht, auch wenn dieser Konflikt natürlich für den effektiven Showdown in schwindelerregender Höhe sorgt: Hier wird noch einmal die Botschaft des Films in wilder Action unterstrichen: Man muss seine Schwächen akzeptieren, wenn man gewinnen will. In diese Richtung macht der vierte ‚Spider-Man‘ einen großen Schritt, weg vom unsäglichen Bombast des dritten Teils, der das Franchise zu versenken drohte, hin zu einer entschlackten Fiebrigkeit, die gerne noch etwas mehr Lässigkeit und Glauben an sich selbst vertragen könnte.“

„Der ‚Reboot‘ der früheren ‚Spider-Man‘-Filme fügt der Titelfigur keine originellen Ideen oder Ausdeutungen hinzu, unterhält aber dank der schauspielerisch charmanten Ausgestaltung des Helden und der Nebenfiguren sowie der furiosen Schauwerte in den Actionszenen.“